# Круїзер (велосипед)

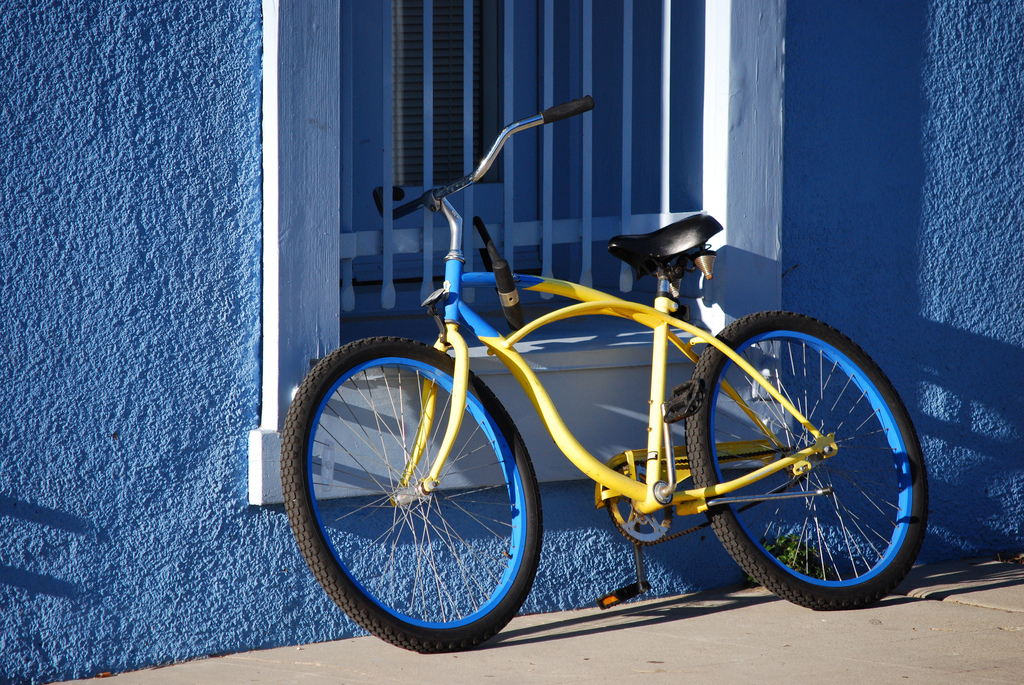
Пляжний круїзер на Venice Beach, штат Каліфорнія

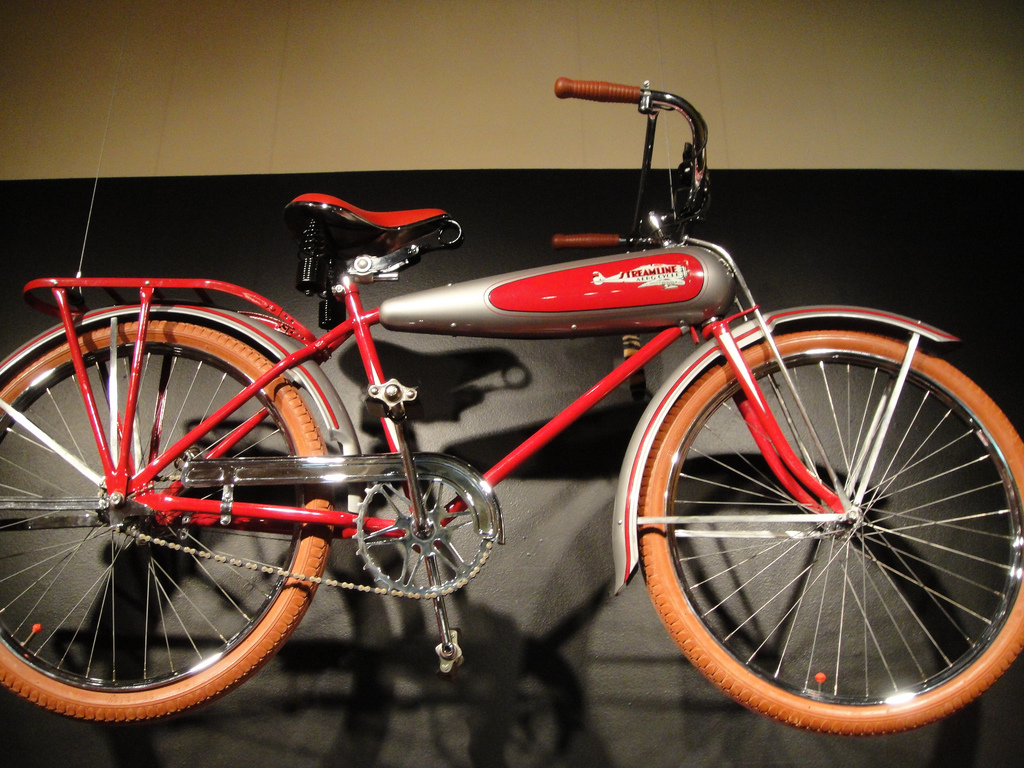
Schwinn AeroCycle в Лонгмонтський музей і культурний центр

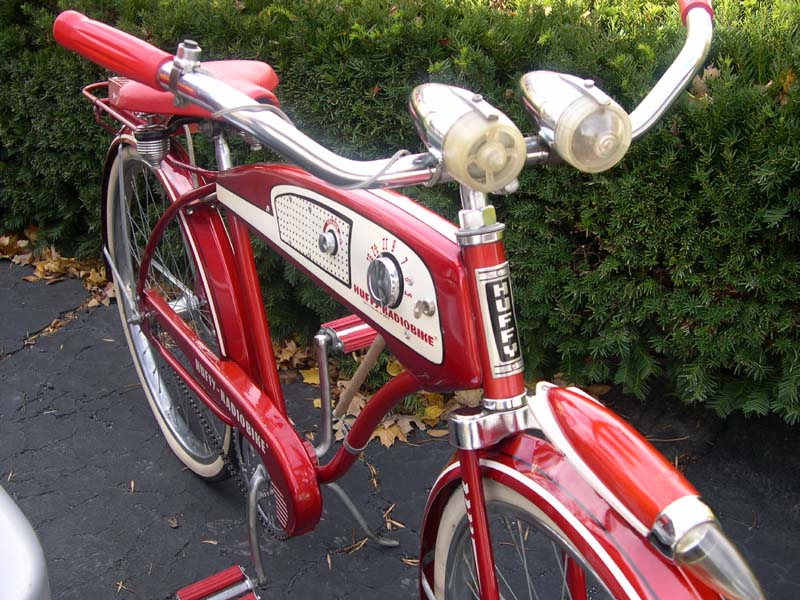
велосипед «Huffy Radio», 50-ті

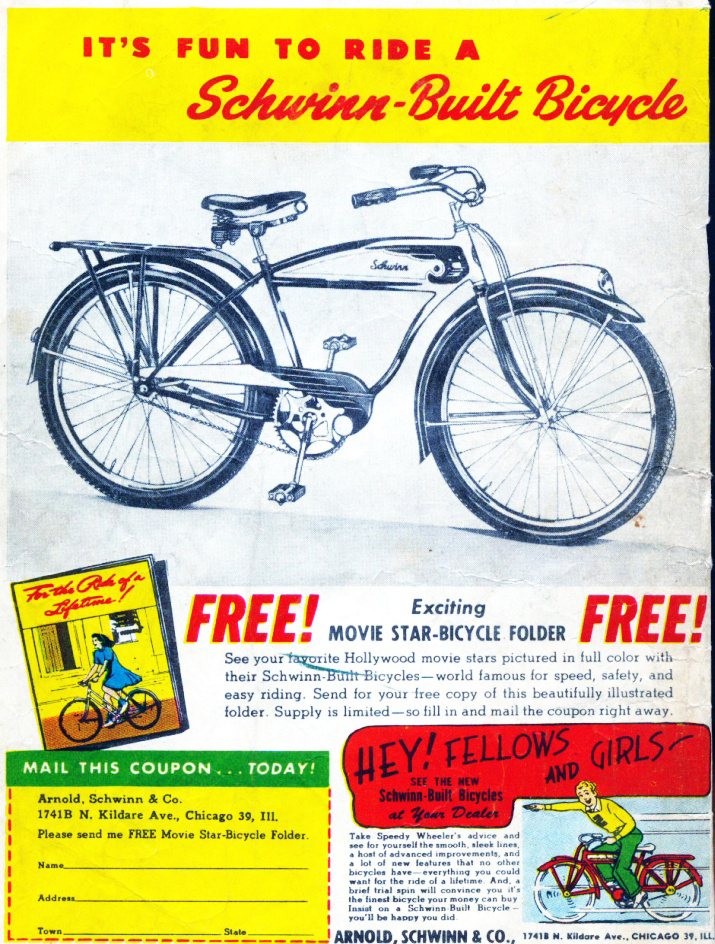
реклама велосипедів фірми Schwinn Bicycle Company 1946 року

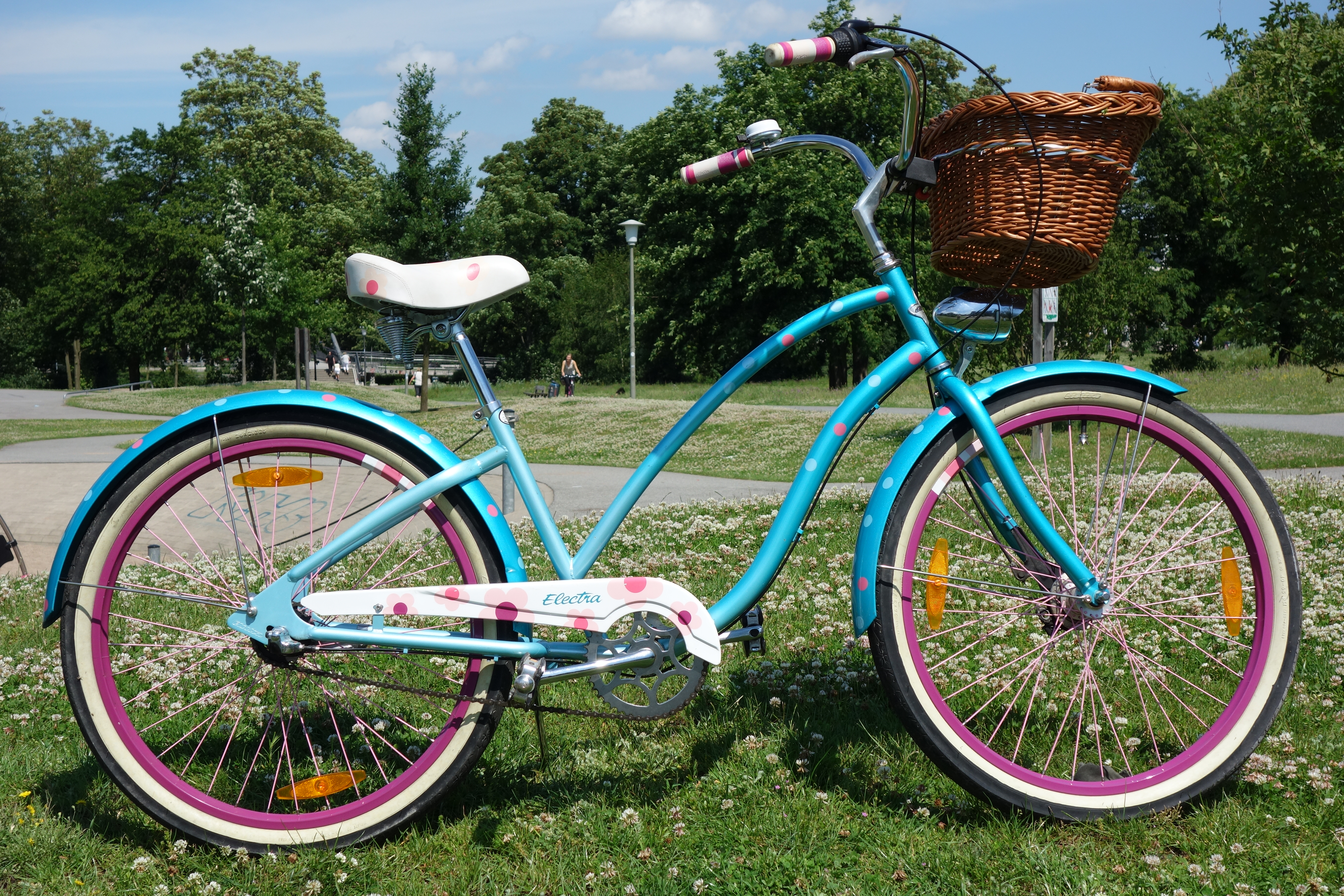
Жіночий круїзер від Electra

Круїзер (англ. cruiser bicycle, beach cruiser) — велосипед, призначений для міських прогулянок. Відрізняється унікальним дизайном і конструкцією, низькою кількістю передач (від 1 до 8). Сьогодні круїзер вибирають, здебільшого, любителі спокійної міської та приміської їзди, стиляги, рокери-велосипедисти, а також любителі автентичного класичного стилю.

## Історія
Перший круїзер з'явився в 1933 році, коли виробник Schwinn вирішив випустити міцний велосипед з важкою рамою і двома посиленими верхніми трубами, і дюймовими шинами-балонами. Так як даний бренд випускав моделі, спочатку схожі на мотоцикли-круїзери, цей вид велосипедів теж отримав таку назву. З 1933 по 1960 рр. круїзери отримали широке поширення, постійно зазнаючи зміни в дизайні і все більше набуваючи схожість з оригінальними мотоциклами. Після піку популярності, з виходом нових, більш сучасних моделей, популярність Schwinn пішла на спад. Новий пік популярності припав на 1990-ті, після чого на ринку з'явилося безліч нових і оновлених брендів: Electra, Nirve, Gary Fisher, Kustom Kruiser та ін.
Виробники круїзерів ретельно працюють над їх конструкцією і дизайном в рамках міського класичного зовнішнього вигляду. З часом круїзери стали уособлювати не стільки стиль їзди на мотоциклі, скільки їзду на перших в історії велосипедах.

## Особливості конструкції
Круїзер - досить важкий велосипед, на якому найзручніше їздити по рівних міських шляхах. Інженери не женуться за низькою вагою, часто пропонуючи рами із сталі класу Hi-ten з 1-3 швидкостями. За більш високу ціну можна купити більш просунуту модель з алюмінію і з великою кількістю швидкостей.
Рама велосипеда сконструйована таким чином, щоб забезпечити їздцю комфортну пряму посадку. Всі аксесуари, розраховані на максимальну зручність: 
- широке шкіряне сідло
- широке вигнуте кермо
- кожух на ланцюг для захисту одягу від бруду
- широкі повноформатні болотники (крила)
- підніжка
- кошик, багажник

Жіночі та чоловічі круїзери мають різний дизайн і конструкцію. Як правило, жіночі велосипеди мають занижену верхню трубу рами, яка йде паралельно нижній.